# Bernhard Patzak
Bernhard Patzak (* 21. August 1873 in Liegnitz, Provinz Schlesien; † 31. Oktober 1933 in Bad Landeck, Landkreis Habelschwerdt) war ein deutscher Kunsthistoriker, der an der Universität Breslau lehrte.

## Leben
Bernhard Patzak, Sohn des Schornsteinfegers Joseph Patzak und der Emma geb. Hoyer, studierte Kunstgeschichte, Neuere Sprachen sowie Literatur an den Universitäten in Breslau und Innsbruck. Während seines Studiums wurde er 1896 Mitglied der KDStV Winfridia Breslau im CV. Zudem war er Mitglied der AV Austria Innsbruck und  KDStV Teutonia Freiburg im Uechtland. Patzak wurde in Breslau 1902 promoviert und im Sommer 1908 habilitiert. Als Privatdozent forschte er zunächst über italienische Renaissance und Barockkunst und ab 1911 auch zur Breslauer Barockarchitektur. 1914 wurde er zum nichtbeamteten außerordentlichen Professor ernannt. Aus gesundheitlichen Gründen musste er mehrmals beurlaubt werden. 1933 verstarb er in einem Krankenhaus im Kurort Bad Landeck. Die Todesursache war eine Herzerkrankung. Er wurde auf dem städtischen Osobowicki-Friedhof in Breslau beigesetzt.

## Veröffentlichungen (Auswahl)
- Friedrich Hebbels Epigramme. Berlin 1902 (Dissertation).
- Die Villa Imperiale in Pesaro. Studien zur Kunstgeschichte der italienischen Renaissancevilla und ihrer Innendekoration. Leipzig 1908 (Habilitationsschrift).
- Die Jesuitenbauten in Breslau und ihre Architekten. Ein Beitrag zur Geschichte des Barockstiles in Deutschland (1918).
- Die Elisabethkapelle des Breslauer Domes (1922).
- Die Jesuitenkirche zu Glogau und die Kirche zu Seitsch, zwei schlesische Barockdenkmäler (1922).